# Три икса 2: Новый уровень
«Три икса 2: Новый уровень» (англ. xXx: State of the Union, в международном прокате англ. xXx 2: The Next Level) — американский боевик 2005 года, режиссёра Ли Тамахори. В главных ролях снялись Айс Кьюб, Уиллем Дефо, Скотт Спидмен и Сэмюэл Л. Джексон. Является продолжением фильма «Три икса». В 2017 году вышло продолжение фильма — «Три икса: Мировое господство» в главной роли вновь Вин Дизель.

## Сюжет
В начале фильма группа неизвестных совершает нападение на штаб-квартиру АНБ в Виргинии. 16 человек погибли и в живых остаётся только агент Огастус Гиббонс и его помощник агент Тоби Шейверс. В пути Гиббонс говорит Шейверсу о необходимости найти нового агента «Три икс», так как Ксандер Кейдж был убит на Бора-Бора. Для этого он навещает в тюрьме своего бывшего сослуживца Дариуса Стоуна. Девять лет назад Стоун отказался выполнить приказ генерала Джорджа Декарта об убийстве мирных жителей, за что и был отдан под трибунал.
Гиббонс помогает Стоуну сбежать из тюрьмы и говорит, что теперь он новый агент Три икс. Тем временем Декарт, теперь уже министр обороны, сообщает президенту Джеймсу Сэнфорду о нападении на АНБ и обещает быстро найти виновных. Позже Стоун в поисках убежища встречается со своим приятелем Зиком а также со своей бывшей подругой Лолой Джексон, владелицей крупного автосалона. Гиббонс поручает Стоуну выкрасть жёсткий диск с информацией из штаба АНБ, а сам отправляется к себе домой, чтобы забрать оставшуюся информацию из тайника. Стоун забирает жёсткий диск и ускользает от агентов АНБ под руководством агента Кайла Стила. Тем временем Гиббонс в своём доме встречает Декарта. Выясняется, что именно он стоит за нападением на АНБ. Гиббонса оглушают ударом по голове, а дом взрывают. В новостях сообщают, что Гиббонс погиб при взрыве, вызванном утечкой газа. Стоун получает информацию с диска и встречается с информатором Гиббонса - Чарли Мейвезером. Затем Стоун под видом официанта проникает на торжественный прием, где видит Декарта, который разговаривает о чём-то с генералом Джеком Петибоуном. Стоуна раскрывают, но он уходит с помощью Чарли. Они приезжают к ней домой, где Чарли представляется дочерью сенатора. После этого Стоун заходит в душ, а выйдя обнаруживает тело убитого Джека Петибоуна. В ту же секунду к дому подъезжают полицейские. Стоун понимает что Чарли подставила его по приказу Декарта.
Вскоре приезжает агент Стил, бывший сослуживец главного героя, который в одиночку входит в особняк и вступает в контакт с ним. Стоун пытается убедить Стила что его подставили, а после убегает от полиции. Агент Шейверс взламывает Пентагон для получения планов Декарта и узнаёт, что он перевозил оружие и технику на борт авианосца USS Independence. Стоун проникает на борт авианосца и обнаруживает Гиббонса, находящегося в плену. Чарли включает тревогу и Стоуну приходится бежать от солдат, которых возглавляет его бывший сослуживец сержант Алабама Кобб. После получения планов Стоун садится в танк и пробивает себе путь наружу. Он узнаёт, что Декарт планирует осуществить военный переворот, убить президента а всю вину свалить на Гиббонса.
Во время разговора Стоун показывает Стилу планы Декарта. Позже Стил встречается с Декартом и понимает, что Стоун был прав. Он находит Стоуна и говорит ему, что Декарт хочет убить Сэнфорда и его преемников и занять должность президента.
Стоун, Стил и Шейверс заручаются поддержкой Зика и его команды. Вместе они грабят грузовик с оружием, которое перевозили по заказу министерства обороны. Затем они отправляются к Капитолию. После автомобильной погони им удаётся похитить танк, и Стоун помогает Стилу попасть в Капитолий. В перестрелке Гиббонс убивает Чарли, Декарт и Кобб похищают Сэнфорда и увозят его на президентском поезде. Стоун на автомобиле догоняет поезд и проникает внутрь. Он находит и убивает Кобба, а после вступает в схватку с Декартом, пока Стил освобождает президента. В итоге Стоун спрыгивает в воду, а Гиббонс выпускает ракету, которая взрывает поезд вместе с Декартом.
В конце, дабы не волновать общественность, президент решает не разглашать все детали произошедшего. Декарт объявлен погибшим при спасении президента и похоронен как герой. Президент награждает Стила и неизвестного солдата (Стоуна) медалью Почёта, и Стоун возвращается к прежней жизни. В восстановленной штаб-квартире АНБ Гиббонс, Стил и Шейверс обсуждают, кто станет следующим секретным агентом. Гиббонс говорит, что у него есть на примете идеальный кандидат для этой работы.

## В ролях
| Актёр             | Роль                              |
| ----------------- | --------------------------------- |
| Айс Кьюб          | Дариус Стоун / Три икс            |
| Уиллем Дефо       | Министр Обороны США Джордж Декарт |
| Скотт Спидмен     | агент Кайл Стил                   |
| Питер Штраусс     | президент Джеймс Сенфорд          |
| Майкл Руф         | агент Тоби Шейверс                |
| Сэмюэл Л. Джексон | агент Огастус Гиббонс             |
| Xzibit            | Зик                               |
| Нона Гэй          | Лола Джексон                      |
| Санни Мабри       | Чарли Мэйуэзер                    |
| Масуими Макс      | подруга Зика                      |
| Мэтт Джеральд     | Либо                              |

## Саундтрек
Саундтрек с музыкой из фильма в стилях хип-хоп и рок, выпущенный 26 апреля 2005 года звукозаписывающей компанией Jive Records, достиг 117 позиции в списке Billboard 200 и 48 места в хит-параде Top R&B/Hip-Hop Albums.